# Ђинијев индекс
Ђинијев индекс, такође познат као Ђинијев коефицијент, представља најчешће коришћену меру дисперзије, а користи се као мера неједнакости прихода, неједнакост дистрибуције или расподеле богатства. Генерално, показује се концентрација тржишта, а коефицијент је произашао из Лоренцове криве дистрибуције. Вредности му се крећу између 0 и 1, где низак Ђинијев индекс представља једнаку расподелу прихода или богатства, а висок Ђинијев индекс представља неједнаку расподелу. Италијански статистичар и социолог Корадо Ђини је измислио и први објавио Ђинијев индекс 1912. године у свом раду Варијабилност и променљивост (итал. Variabilità e mutabilità).
У случају апсолутне једнакости Ђинијевог коефицијент има вредност 0 и тада сви имају тачно исти приход. Док у случају апсолутне неједнакости, Ђинијев коефицијент има вредност 1, односно једна особа има све приходе, а остали немају приходе. Теоретски је могуће да вредност Ђинијев индекса буде и већа од 1, уколико су приходи неке особе имају негативан приход осталих.
Постоје проблеми при објашњењу Ђинијевог коефицијента. Демографска структура треба да се узме у обзир. Државе са старијом структуром, или где постоји високи наталитет, доживљавају скок Ђинијевог индекса.

## Ђинијев коефицијент у пракси
Ђинијев коефицијент рангира учешће учесника од најмањег до највећег, а затим се врши њихова кумулација. Тако се добија крива (права линија под углом од 45 степени) којом се врши компарација са кривом једнаких тржишних учешћа. Крива концентрације је основа за израчунавање овог коефицијента. Идеална конкуренција јесте она која је представљена линијом под углом од 45 степени. Она подразумева да сви учесници на тржишту имају исту снагу. Уколико се она и реална крива са стварним стањем на тржишту поклапају тада су сви тржишни актери равноправни. Такво стање у пракси не постоји За такво стање, Ђинијев коефицијент једнак је нули. Ако се добијена крива поклапа са доњом хоризонталном и левом вертикалном, тада је Ђинијев индекс једнак јединици. То је стање апсолутног монопола.

## Статистички подаци
Посматрано на нивоу света, Ђинијев индекс се креће у интервалу до око 25% (скандинавске и неке средњоевропске државе) и до око 60% (углавном афричке државе и Латинска Америка). За државе Организације за економску сарадњу и развој, Ђинијев коефицијент се креће у распону од 0,24 до 0,49, при чему је за Словенију најнижи, а за Чиле највиши. Државе у Африци имају највиши Ђинијев индекс, при чему Јужноафричка република има највиши са 0,7.
Према вредностима Ђинијевог индекса Србија се налази на нивоу просека држава региона.